# Елховец
Елховец е село в Южна България. То се намира в община Рудозем, област Смолян. Разположено е югоизточно от Смолян в Западните Родопи.

## История
В османски поименен регистър от 1841 година се посочва, че от Елховец (Юнус дере) са постъпили в армията двама войници, което е косвено доказателство, че по това време в селото са живели помаци. По време на Илинденско-Преображенското въстание в 1903 година в село Енуздере има 132 къщи.
До 1934 година името на селото е Януз дере.

## Обществени институции
Кметство, основно училище, детска градина, пощенска служба, читалище, здравна служба.

## Личности
- Атанас Иванов (1875 - ?), деец на ВМОРО, участник в Илинденско-Преображенското въстание в 1903 година[5]
- Денис Кьосев, писател[6]